# Eutettix planus
Eutettix planus är en insektsart som beskrevs av Hepner 1942. Eutettix planus ingår i släktet Eutettix och familjen dvärgstritar. Inga underarter finns listade i Catalogue of Life.